# Хајд Парк (округ Вестморланд, Пенсилванија)
Хајд Парк (енгл. Hyde Park, Westmoreland County) град је у америчкој савезној држави Пенсилванија.

## Демографија
По попису из 2010. године број становника је 500, што је 13 (-2,5%) становника мање него 2000. године.
| Група             | 2000.       | 2010.       |
| Белци             | 507 (98,8%) | 492 (98,4%) |
| Афроамериканци    | 2 (0,4%)    | 1 (0,2%)    |
| Азијати           | 0 (0,0%)    | 0 (0,0%)    |
| Хиспаноамериканци | 4 (0,8%)    | 3 (0,6%)    |
| Укупно            | 513         | 500         |